# Hippias Menší
Hippias Menší (starořecky Ἱππίας ἐλάττων) je Platónův dialog považovaný za jedno z jeho prvních děl. Dialog popisuje Sókratův rozhovor s Hippiem.

## Děj
Sókratés a Eudikos vyslechli Hippiovu řeč a Eudikos se podivuje, že Sókratés řeč ani nechválí a ani k ní nemá žádné připomínky. Sókratés uznává, že by se na některé věci Hippia rád zeptal a Hippias spolu s Eudikem jej pobízejí, aby tak učinil.
Sókratés se nejprve ptá, jak odlišuje Hippias Achillea a Odyssea, o kterém si myslí, že je lepší a v čem. Hippias tedy podle tvrzení samotného Homéra říká, že z mužů přišlých k Tróji byl Achilles nejlepší, Nestór nejmoudřejší a Odysseus nejzchytralejší. Sókratés však neví, co pojem nejzchytralejší znamená a ptá se, jestli jej tedy nemá i Achilleus. Hippias přednese část veršů z Illiady, kde je nastíněna povaha obou mužů, jak Achillea, tak Odyssea. Sókratés řekl, že už tedy chápe, že tedy je ta zchytralost vlastně lživostí. Hippias souhlasí a souhlasí také s dalším tvrzením Sókratovým, že je tedy člověk lživý jiný než člověk pravdivý. Sókratés se dále ptá, zdali Hippias považuje lháře za lidi neschopné nebo schopné. Hippias tvrdí že jsou to bezpochyby lidé schopní mnoha věcí a především klamání lidí. Pak chce Sókratés přesněji vědět, jací jsou to lidé ti lháři. Kromě toho že jsou schopní klamat lidi, jsou v tomto klamání také moudří, znalí a rozumní podle Hippia. Pak tedy člověk, který není moudrý a není schopný lhát, není lživý.
Pak se jej Sókratés ptá na jeho počtářské schopnosti, a zdali je díky nim nejlépe ze všech lidí schopen říci pravdu, co se týče výsledků početních operací. Hippias si je jist, že v tom vyniká. Pak musí být schopný v dané věci nejlépe lhát, protože člověk neznalý počtů ve své nevědomosti občas trefí správný výsledek, i když chce lhát. S tím Hippias souhlasí. Takže tvrdí, že by dokázal o počtech nejlépe mluvit ze všech pravdu i lhát a přitom předtím tvrdil, že člověk, jenž dokáže o věcech mluvit pravdu, je opakem člověka, který lže a že je ho horší, což se nyní ukázalo jako mylné.
Dále se to samé snaží Sókratés ukázat i u geometrie a ukazuje se, že i zde je dobrý ten, kdo je znalý věci, protože jen ten je schopný vždy říci o daném obrazci pravdu nebo lež, podle toho, co chce a stejně tak i co se týče astronomie a jakékoliv další vědy.
Díky tomu musel být Achilles jako člověk přímý zároveň člověkem lživým a Odysseus jako člověk lživý zároveň člověkem pravdivým a jsou pak stejní a ne rozdílní, jak prve Hippias mínil. Hippias si stěžuje, že Sókratés jenom hledá ty nejsložitější věci z celého problému a vůbec to neřeší jako celek a dodává, že může přednést obsáhlou řeč, kterou dokáže, že Homér popisoval Achillea skvělým a pravdivým, zatímco Odyssea horším a prolhaným. Sókratés se brání, neboť chtěl jen něco mít z Hippiovy moudrosti a proto se jej také ptá na každý detail, ale člověka, o němž by takové dobré mínění neměl, by se ani na nic neptal. A přidává část Illias, která jej mate, co se týče Achilleovy pravdomluvnosti, neboť tam slibuje, že opustí válku a vrátí se domů ale přitom k ničemu takovému ani nečiní přípravy.
Hippias Sókratovi oponuje, že tak Achilles nečinil úmyslně, ale pohroma která je stihla, jej přinutila zůstat a bojovat. Sókratés s tím nesouhlasí a obviňuje Hippia, že se jej snaží obelstít, neboť nejen, že neodplul, když slíbil, že tak učiní ale také po tom co Odysseovi řekl, že odpluje, zase Aiantovi řekl, že neodpluje. Hippias ale tvrdí, že tak udělal, protože z dobré vůle změnil svůj názor. Sókratés pak z toho vyvozuje, že Odysseus musí být lepší než Achilleus, protože sám Hippias prve říkal, že lepší jsou ti, kdo dokáží klamat záměrně. Avšak Hippias najednou tvrdí že nemůže být Odysseus lepší, protože záměrně činí špatné věci a kdo činí špatné věci nevědomky, snáze dojde odpuštění, než ten kdo je činí záměrně.
Sókratés ale myslí, že snad člověk, který činí zlé nevědomky, je horší a ten, kdo je činí úmyslně lepší a chce se u Hippia dobrat toho, proč on míní opačně. Nejprve se tedy dotazuje Hippia ohledně běhu a zjišťují, že běžec, který běží pomalu úmyslně, je lepší než ten, který běží špatně, protože dobře běhat neumí, stejně je to i u zápolení a zjevně i u všech ostatních tělesných výkonech.
Stejné je to dokonce i u zpěvu, neboť ten kdo zpívá falešně schválně je jistě lepší zpěvák než ten, který jinak než falešně zpívat neumí a tak i u ostatních tělesných ústrojí, vždy je lepší mít nějaké nedostatky záměrně než je mít nechtěně. A také s nástroji, jichž užíváme je to stejné.
Konečně dojdou k především duševním činnostem a nejprve lékařství a i zde uzná Hippias, že léčit špatně záměrně je horší než tak dělat z neschopnosti. I u všech věd a snad u všeho lidského díla je tedy lepší chybovat úmyslně, ale když se Sókratés ptá, je-li tedy lepší mít duši chybující úmyslně, s tím už Hippias souhlasit nedokáže.
Ptá se pak ještě Hippia, jestli souhlasí, že spravedlnost musí být nějaká mohoucnost nebo vědění nebo obě a Hippias souhlasí, že to nutně jedno z toho býti musí. Když je spravedlnost mohoucnost duše,musí být schopnější duše zároveň lepší. Hippias souhlasí i s tímto. Pak je spravedlivější ta duše, která má vědění, ta která má mohoucnost nebo ta která má obojí? Hippias soudí, že ta která má obojí. Z toho vyplývá, že dobrý člověk musí nutně křivdit úmyslně a člověk špatný nevědomky.